# Jan Roegiers (politicus)
Jan Gustaaf Roegiers (Gent, 14 mei 1967) is een voormalig Belgisch politicus voor sp.a.

## Levensloop

### Jeugd
Hij groeide op in Merendree, deelgemeente van Nevele. Hij doorliep zijn secundair onderwijs aan het Don Boscocollege van Zwijnaarde, alwaar hij afstudeerde in 1986 in de studierichting 'economische'. Vervolgens vatte hij een regentaat aan, waarin hij in 1990 afstudeerde.

### Politieke carrière
Tussen 1991 en 1994 stond Roegiers als leraar in het buitengewoon secundair onderwijs maar nadien opteerde hij voor een politieke loopbaan. Begin januari 1995 werd hij kabinetsmedewerker voor de Gentse Volksunie-schepen Lieven Decaluwé, wat hij bleef tot in augustus 1999. Daarop aansluitend ging hij tot in mei 2001 aan de slag op het kabinet van Vlaams minister Bert Anciaux, eerst als raadgever voor stedenbeleid en jeugd en vanaf oktober 2000 als raadgever inzake de parlementaire werkzaamheden.
Bij de splitsing van de Volksunie koos Jan Roegiers voor het links-liberale Spirit en was hij een voorstander van progressieve frontvorming. Spirit ging in 2002 een kartel aan met de sp.a. Deze laatste partij wilde Roegiers in 2003 benoemen als gemeenschapssenator; dit werd geweigerd daar Roegiers niet op een sp.a- maar op een VU&ID-lijst was verkozen.
Bij de Vlaamse verkiezingen van juni 1999 stond Roegiers als tweede opvolger op de VU&ID-lijst in het kiesarrondissement Gent-Eeklo. Toen Paul Van Grembergen Johan Sauwens opvolgde als Vlaams minister, kwam Roegiers in mei 2001 als opvolger in het Vlaams Parlement terecht. Hij ging er zetelen in de commissie Welzijn, Volksgezondheid en Gelijke Kansen. Na de Vlaamse verkiezingen van 13 juni 2004 verlengde hij zijn mandaat en werd hij Vlaams volksvertegenwoordiger voor de kieskring Oost-Vlaanderen.
In het Vlaams Parlement pleitte hij voor de oprichting van het Vlaams Vredesinstituut en verdedigde hij de rechten van minderheden als holebi's en andere vergeten groepen uit de samenleving. In 2002 bracht hij zichzelf en Stijn Bex naar buiten als homoseksueel om een 'taboe te doorbreken en rust te vinden'. Hij zetelde voor de sp.a-spirit-fractie van 2004 tot 2009 in de commissie voor Buitenlands Beleid, Europese Aangelegenheden, Internationale Samenwerking en Toerisme en van 2008 tot 2009 in de commissie Wonen, Stedelijk Beleid, Inburgering en Gelijke Kansen en was in de legislatuur 2004-2009 voorzitter van de subcommissie voor Wapenhandel.
Bij de gemeenteraadsverkiezingen van 8 oktober 2006 kwam hij op voor de sp.a-spirit-lijst van Gent, maar werd niet verkozen. Wel werd hij van 2007 tot 2013 bestuurder van de Gentse sociale huisvestingmaatschappij De Scheldevallei, dat in 2011 opging in WoninGent, en van 2007 tot 2013 bestuurder van het Gentse Havenbedrijf. Daarnaast was hij van 2010 tot 2025 voorzitter van Curieus, een progressieve sociaal-culturele volwassenvereniging.
Op 3 december 2008 stapte hij uit de VlaamsProgressieven en koos daarmee voor de lijn-Anciaux, die gewonnen was voor progressieve frontvorming met sp.a in een nieuw te vormen partij. Hij bleef zetelen als Vlaams Parlementslid. Op 13 januari 2009 maakte hij zijn overstap naar de sp.a bekend.
Na de Vlaamse verkiezingen van 7 juni 2009 volgde hij midden juli 2009 Vlaams minister Freya Van den Bossche op als Vlaams volksvertegenwoordiger voor de kieskring Oost-Vlaanderen. In de legislatuur 2009-2014 was hij vast lid van de commissies Mobiliteit en Openbare Werken en  Buitenlands Beleid, Europese Aangelegenheden en Internationale Samenwerking. Hij zetelde namens de socialistische fractie van 2009 tot 2014 ook in het Benelux-parlement en van 2010 tot 2014 in het Europees Comité van de Regio's. 
In november 2009 had hij kritiek op de mogelijke medewerking van Flanders Investment and Trade (FIT) aan een handelsmissie van het Brussels Gewest naar Israël en betoonde hij sympathie voor een manifestatie die ertegen werd georganiseerd.
Tussen oktober 2013 en mei 2014 werd Jan Roegiers door het Vlaams Parlement naar de Senaat afgevaardigd als gemeenschapssenator in opvolging van Ludo Sannen, die de politiek verliet. In de Senaat was hij lid van de commissie Buitenlands Beleid en Landsverdediging.
Bij de Vlaamse verkiezingen van 25 mei 2014 stond Roegiers op een strijdplaats op de sp.a-lijst. Hij werd niet herkozen. Sinds 30 juni 2014 mag hij zich ere-Vlaams volksvertegenwoordiger noemen. Die eretitel werd hem toegekend door het Bureau (dagelijks bestuur) van het Vlaams Parlement.
Eind 2014 werd hij door de sp.a voorgedragen als lid van de raad van bestuur van de VRT, een mandaat dat liep tot begin 2020. In 2016 opende hij een koffie- en brunchhuis in Gent, dat eind 2023 de deuren sloot.